# Ганадерија Санта Фе дел Кампо, Ел Јербанис (Хенаро Кодина)
Ганадерија Санта Фе дел Кампо, Ел Јербанис (шп. Ganadería Santa Fe del Campo, El Yerbanís) насеље је у Мексику у савезној држави Закатекас у општини Хенаро Кодина. Насеље се налази на надморској висини од 2390 м.

## Становништво
Према подацима из 2005. године у насељу су живела 3 становника.

### Хронологија
| Година       | 2000 | 2005 |
| ------------ | ---- | ---- |
| Становништво | 1    | 3    |

### Попис
| # | Индикатор                        | Вредност |
| - | -------------------------------- | -------- |
| 1 | Укупно појединачних домаћинстава | 1        |